# Albie Axelrod
Albert "Albie" Axelrod  (* 12. února 1921 – 24. února 2004 New York, Spojené státy americké) byl americký sportovní šermíř židovského původu, který se specializoval na šerm fleretem. Spojené státy reprezentoval v padesátých a šedesátých letech. Na olympijských hrách startoval v roce 1952, 1956, 1960, 1964 a 1968 v soutěži jednotlivců a družstev. V soutěži jednotlivců získal na olympijských hrách 1960 bronzovou olympijskou medaili.